# Enclos paroissial de Plomodiern
L'enclos paroissial de Plomodiern est un enclos paroissial situé dans la commune de Plomodiern (Finistère, Bretagne). Il inclut la Chapelle Sainte-Marie-du-Ménez-Hom, un calvaire et une porte triomphale. L'ensemble est classé monument historique en 1916.

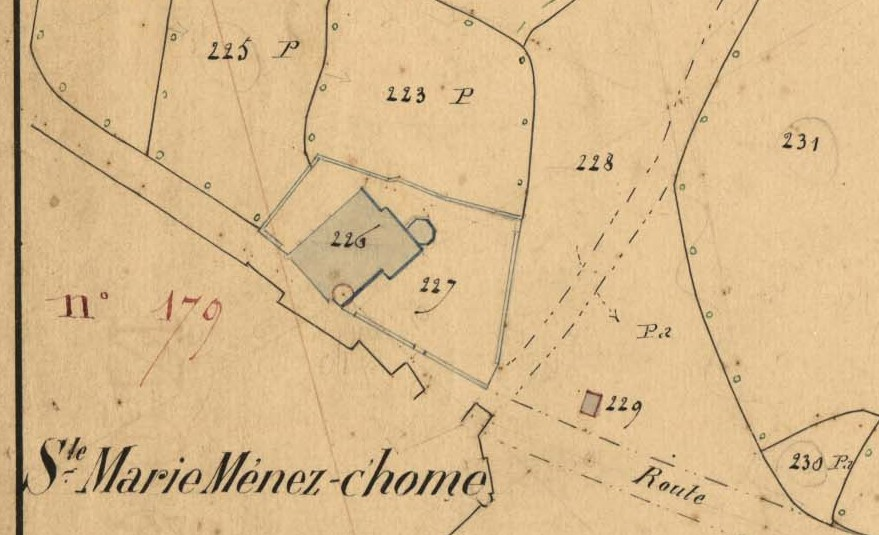
Plan de l'enclos en 1851. La sacristie est visible à l'est de la chapelle.

## Galerie

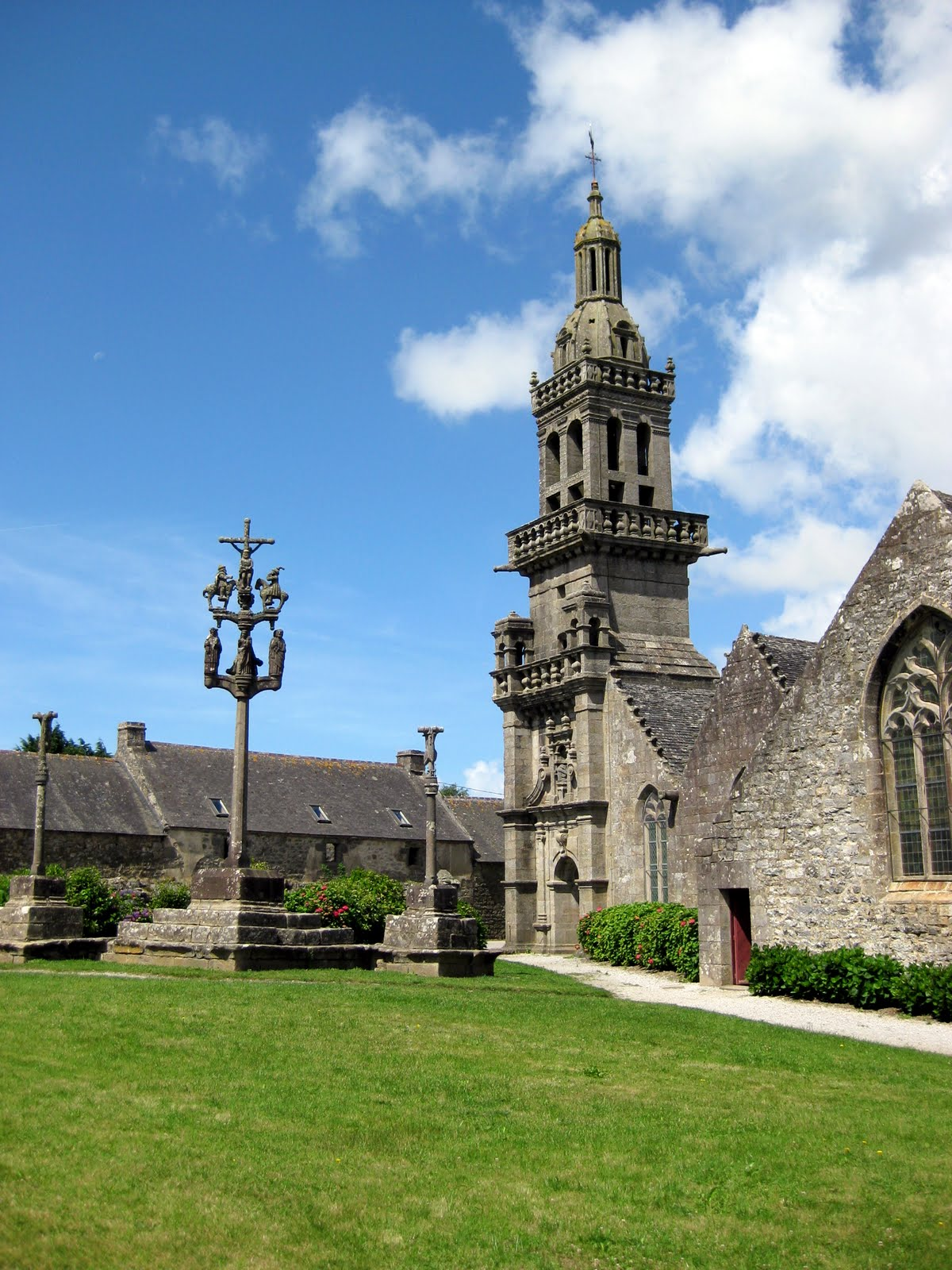
Le clocher et le calvaire.
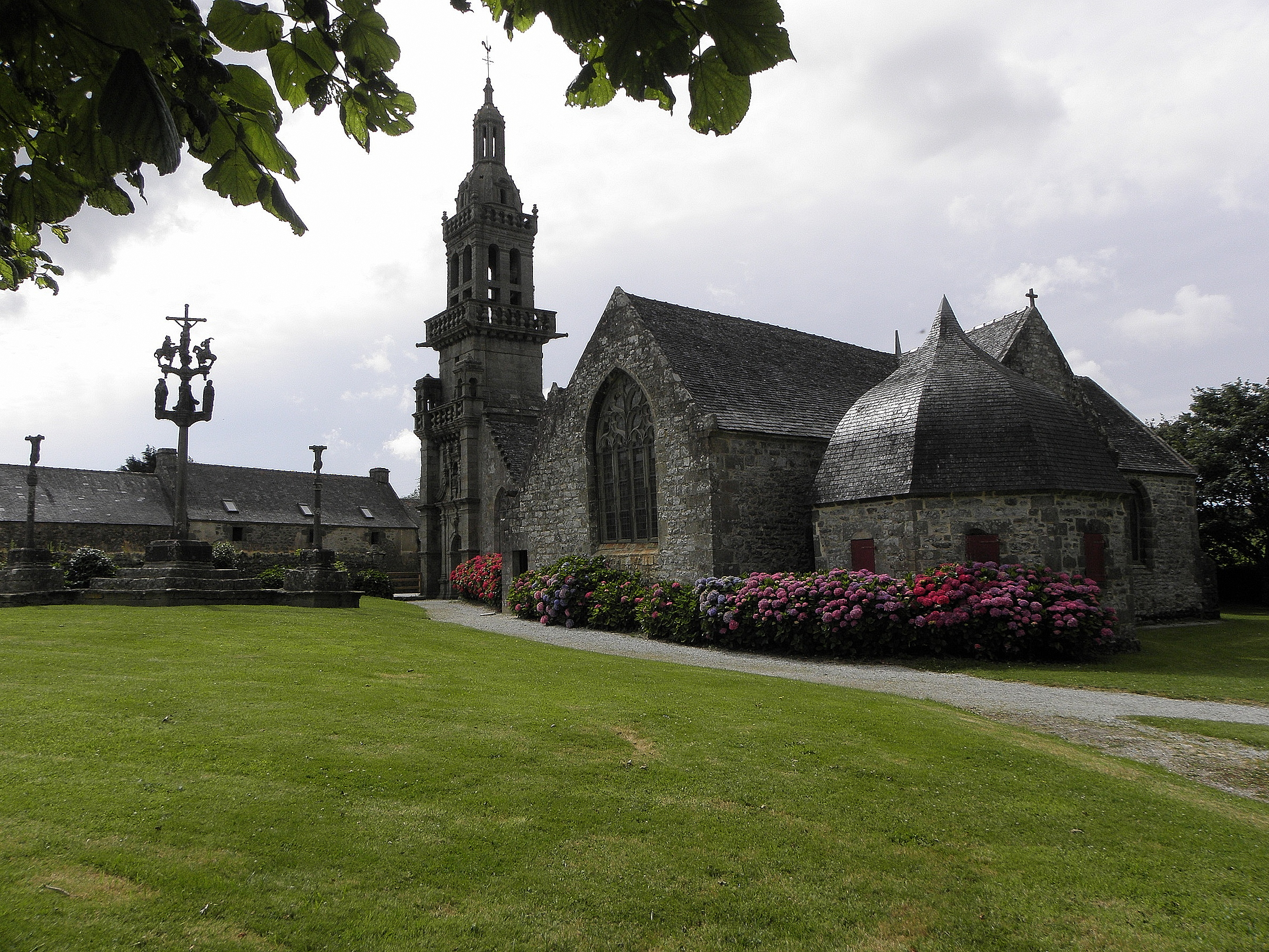
La chapelle.
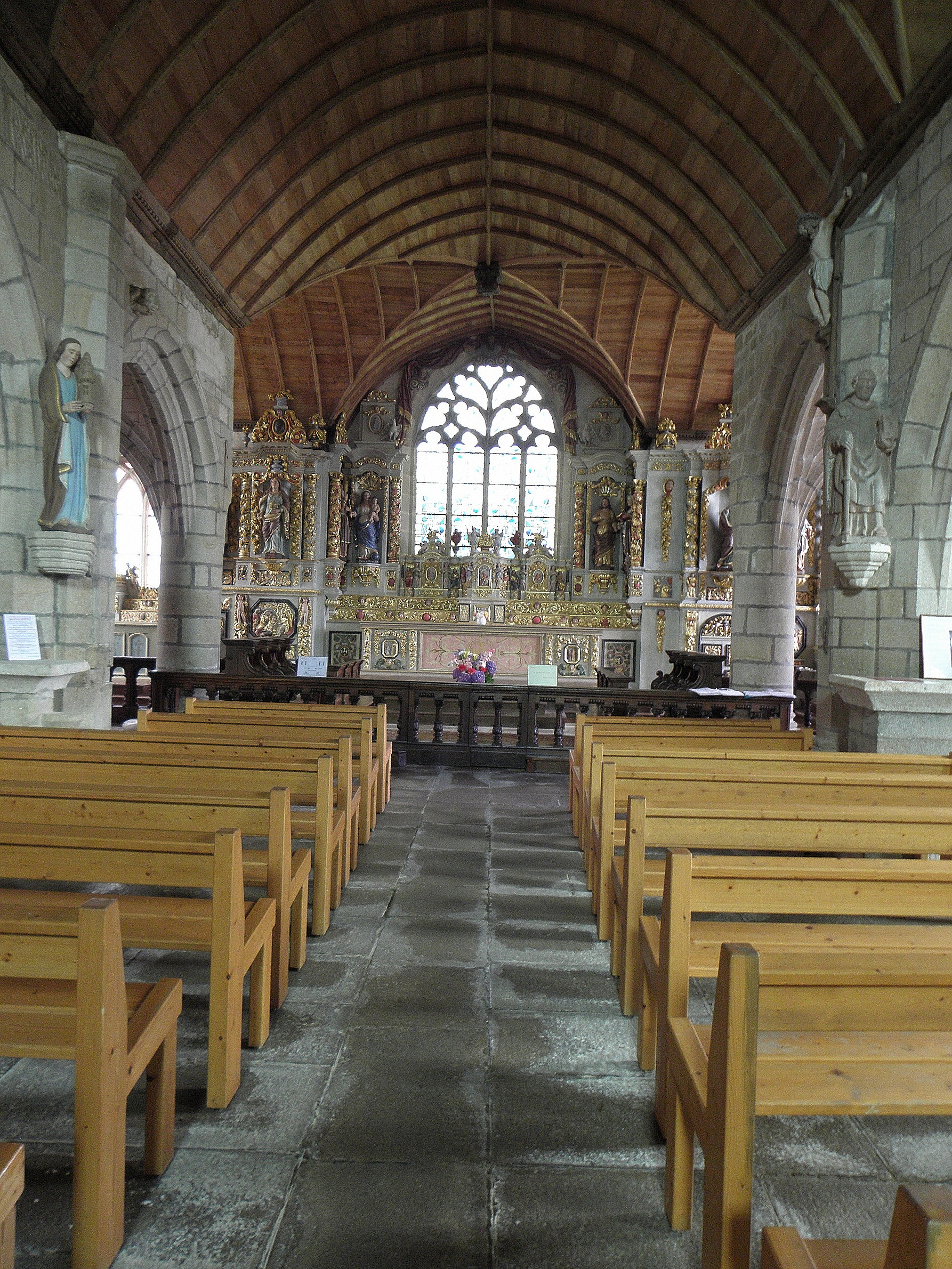
L'intérieur de la chapelle.
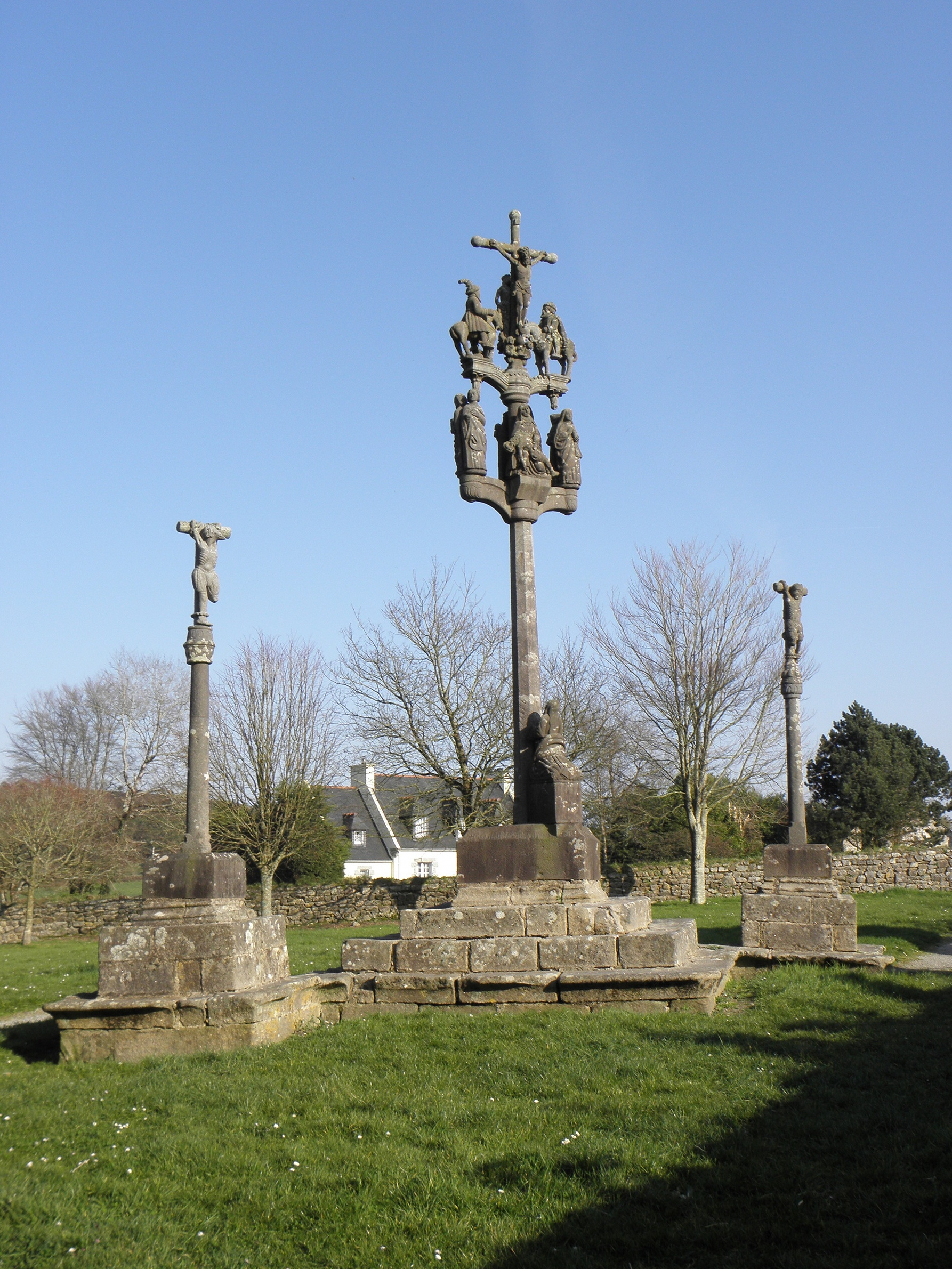
Le calvaire.
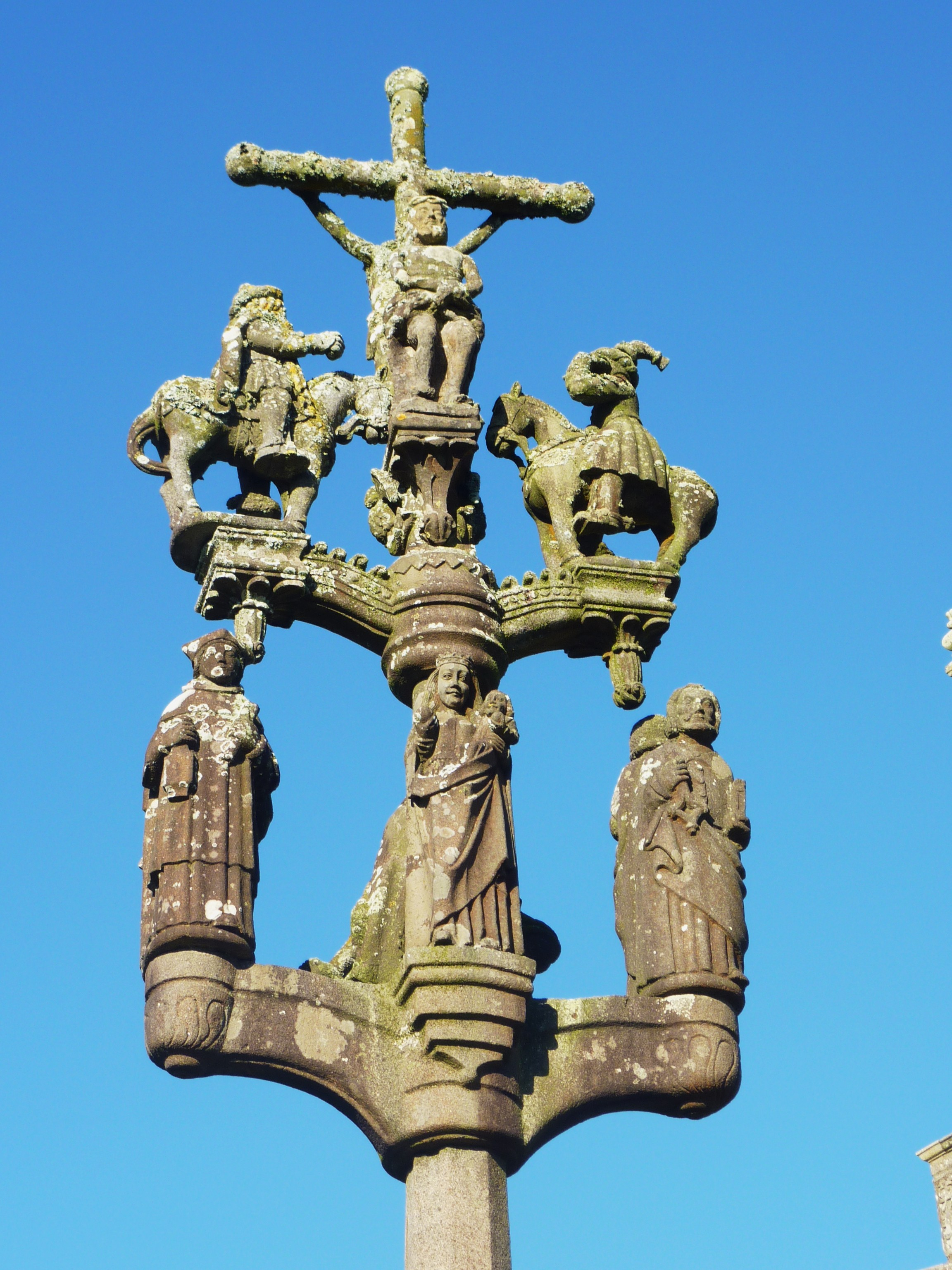
Le calvaire, détail.
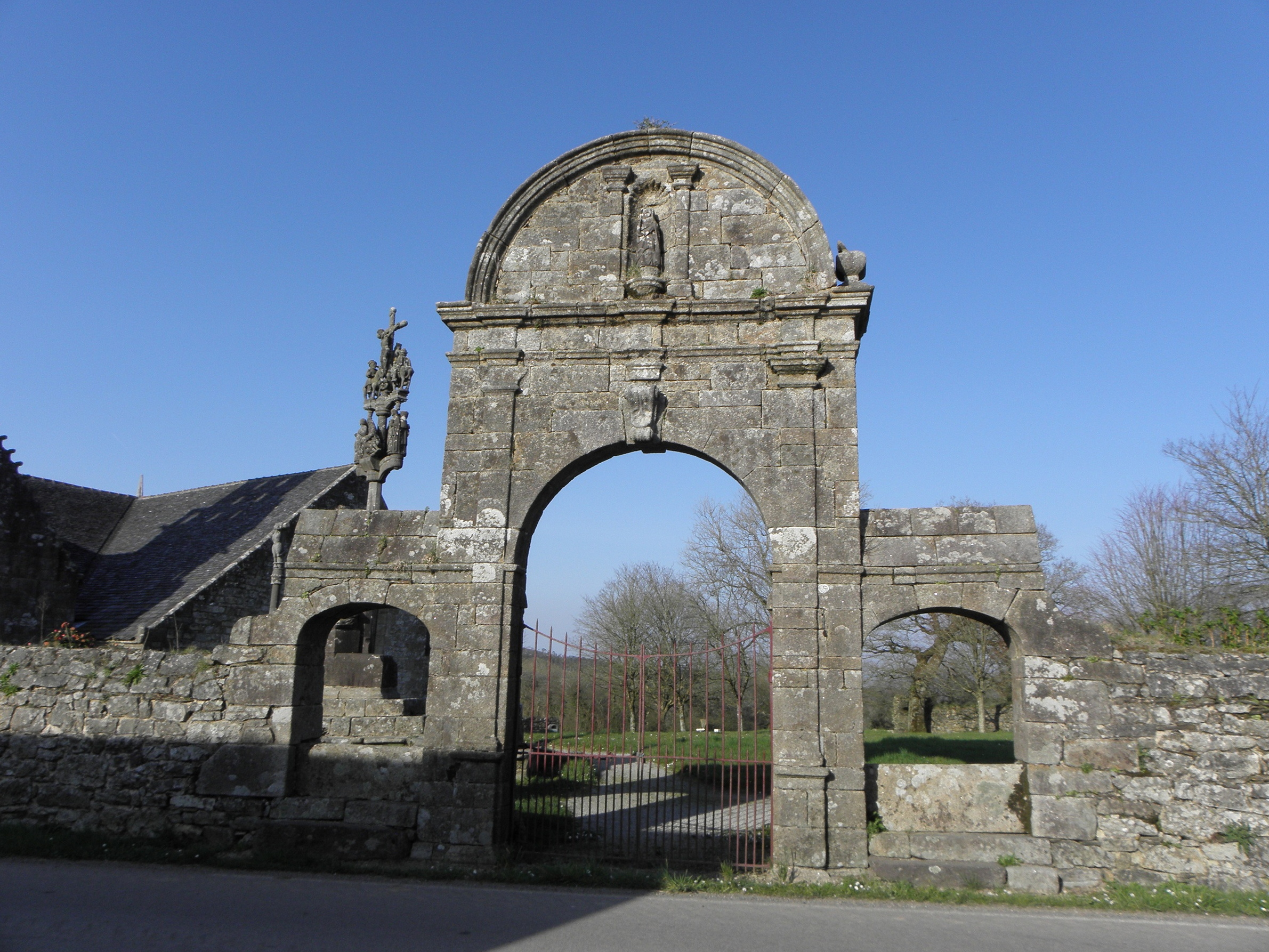
La porte triomphale.